# Elecciones estatales de Guanajuato de 1995
Las elecciones estatales de Guanajuato de 1995 se llevaron a cabo el domingo 28 de mayo de 1995, y en ellas se renovaron los siguientes cargos de elección popular en el estado mexicano de Guanajuato:
- Gobernador de Guanajuato. Titular del Poder Ejecutivo del estado, electo para un periodo de seis años no reelegibles en ningún caso, el candidato electo fue Vicente Fox Quesada.

## Resultados electorales

### Gobernador
|  | 58.1 % |

|  | 32.9 % |

|  | 7.0 % |

|  | 1.2 % |

|  | 0.8 % |

|  | 100.00 % |